# آق (ترکمنستان)
آق (انگلیسی: Ak, Turkmenistan) یک شهرک در شهرستان مخدوم‌قلی در استان بلخان کشور ترکمنستان است.